# Pescocostanzo
Pescocostanzo – miejscowość i gmina we Włoszech, w regionie Abruzja, w prowincji L’Aquila.
Według danych na rok 2004 gminę zamieszkiwało 1210 osób, 23,3 os./km².